# Campionato africano individuale di scacchi
Il campionato africano individuale di scacchi è un torneo scacchistico organizzato a partire dal 1998 dalla Confederazione africana di scacchi (African Chess Confederation), volto a determinare il campione di scacchi dell'Africa. Dal 2001 si svolge anche il campionato femminile. 
Sino al 2013 ha avuto cadenza biennale e in seguito annuale. Oltre a determinare il campione africano di scacchi, è usato come fase di qualificazione per il campionato del mondo.
L'edizione del 1998 è stata l'unica ad essere giocata come un girone all'italiana, mentre tutte le successive hanno adottato il sistema svizzero.

## Albo d'oro

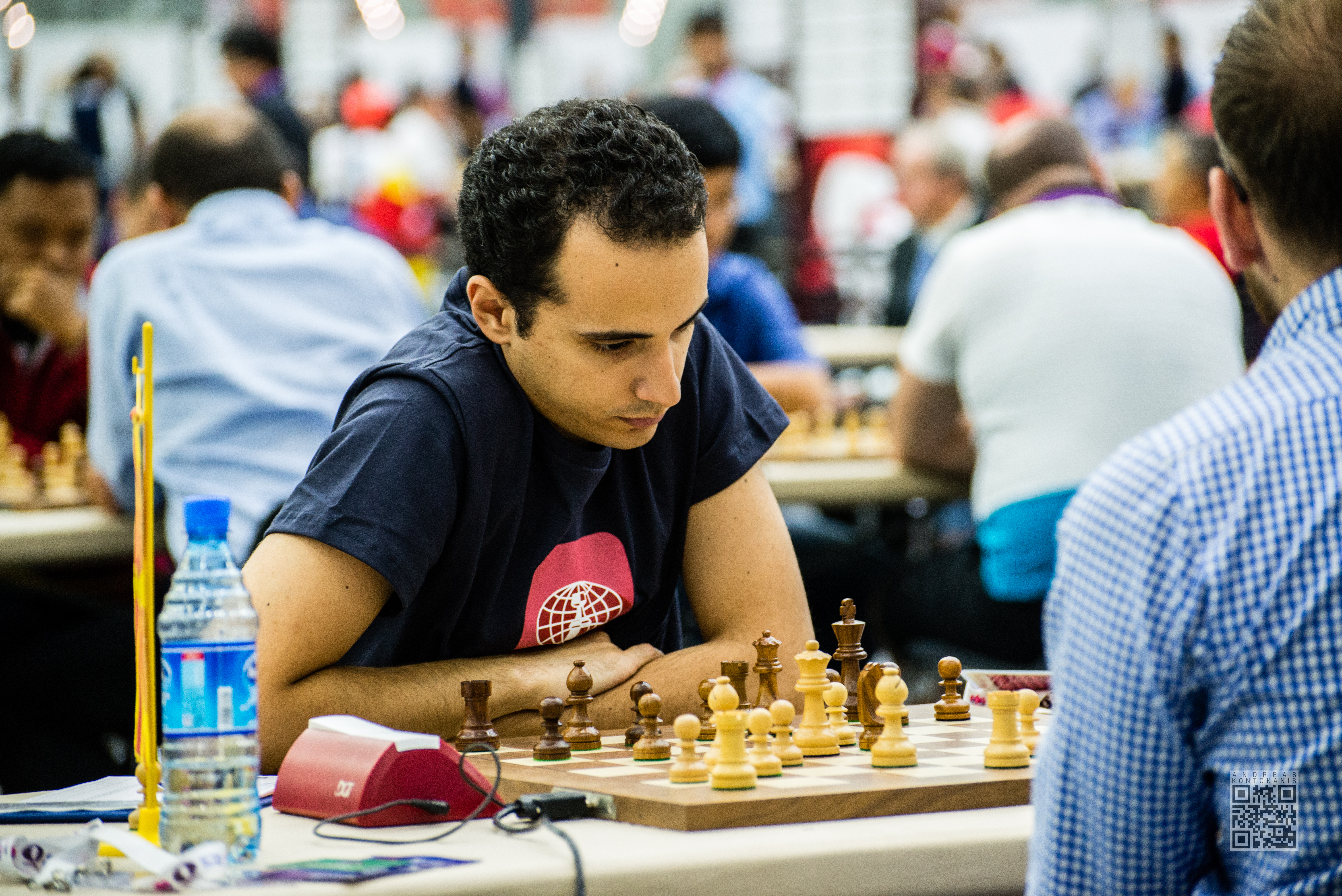
Bassem Amin, vincitore di 7 campionati africani.

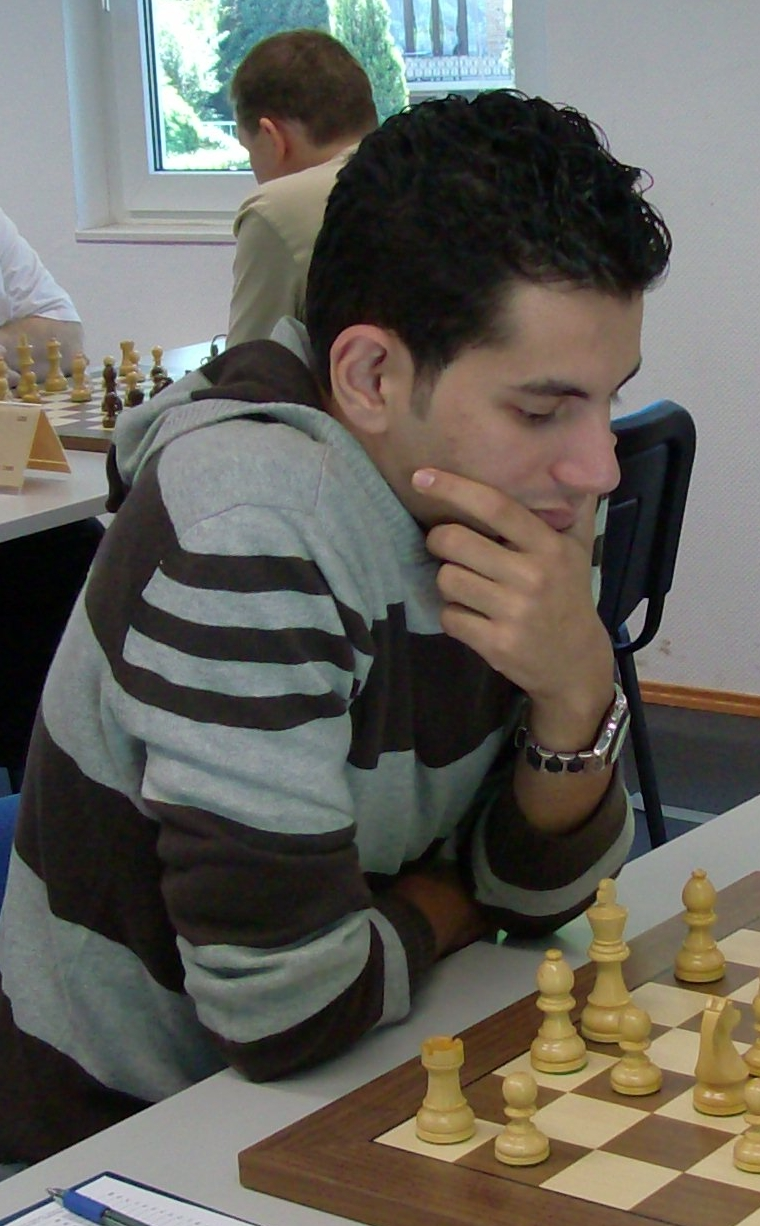
Ahmed Adly vincitore di 4 campionati africani.

| Anno | Luogo                                                | Campionato assoluto [2]                              | Campionato femminile                                 |
| ---- | ---------------------------------------------------- | ---------------------------------------------------- | ---------------------------------------------------- |
| 1998 | Il Cairo                                             | Ibrahim Hasan Labib [3]                              | - non disputato -                                    |
| 2001 | Il Cairo                                             | Hicham Hamdouchi [4]                                 | Asma Houli                                           |
| 2003 | Abuja                                                | Essam El-Gindy [5]                                   | Farida Arouche                                       |
| 2005 | Lusaka                                               | Ahmed Adly [6]                                       | Tuduetso Sabure                                      |
| 2007 | Windhoek                                             | Robert Gwaze [7]                                     | Mona Khaled                                          |
| 2009 | Tripoli                                              | Bassem Amin [8]                                      | Melissa Greeff                                       |
| 2011 | Maputo                                               | Ahmed Adly [9]                                       | Mona Khaled                                          |
| 2013 | Tunisi                                               | Bassem Amin [10]                                     | Shrook Wafa                                          |
| 2014 | Windhoek                                             | Kenny Solomon [11]                                   | Shrook Wafa                                          |
| 2015 | Il Cairo                                             | Bassem Amin [12]                                     | Mona Khaled                                          |
| 2016 | Kampala                                              | Abdelrahman Hesham [13]                              | Shrook Wafa                                          |
| 2017 | Orano                                                | Bassem Amin [14]                                     | Shahenda Wafa                                        |
| 2018 | Livingstone                                          | Bassem Amin [15]                                     | Shahenda Wafa                                        |
| 2019 | Hammamet                                             | Ahmed Adly [16]                                      | Shrook Wafa                                          |
| 2020 | - non disputato per pandemia di COVID-19 in Africa - | - non disputato per pandemia di COVID-19 in Africa - | - non disputato per pandemia di COVID-19 in Africa - |
| 2021 | Lilongwe                                             | Ahmed Adly [17]                                      | Jesse Nikki February [18]                            |
| 2022 | Lagos                                                | Bassem Amin [19]                                     | Shahenda Wafa [20]                                   |
| 2023 | Giza                                                 | Adham Fawzy [21]                                     | Lina Nassr [22]                                      |
| 2024 | Accra                                                | Bassem Amin [23]                                     | Jesse Nikki February [24]                            |
| 2025 | Giza                                                 | Bilel Bellahcene [25]                                | Shrook Wafa [26]                                     |